# محمدحسین حلیمی
محمدحسین حلیمی (زاده ۲۴ اسفند ۱۳۱۹، همدان) نقاش، طراح گرافیک، استاد دانشگاه تهران، عضو پیوسته فرهنگستان علوم و از چهره‌های ماندگار است.

## زندگی
محمدحسین حلیمی در سال ۱۳۱۹ درشهر همدان به دنیا آمد. وی در یک خانواده سنتی و مذهبی چشم به جهان گشود و از هفت سالگی نزد پدر بزرگش میرزا غلامحسین اسلامبوالچی که در انواع علوم و فنون وارد بود پرورش یافت. پس از ورود به مدارس جدید و اتمام دوره دانشسرای مقدماتی همدان و اخذ مدرک متوسطه در رشته ادبیات فارسی به معلمی پرداخت. او در دانشکده هنرهای زیبا در رشته نقاشی به تحصیل پرداخت. سپس به منظور ادامه تحصیل و کسب اطلاعات جدید عازم فرانسه شد. وی با ورود به دانشکده هنرهای تزیینی پاریس (آردکو) و همچنین در دوره فوق لیسانس هنرهای تجسمی دانشگاه سوربن تجربیات تازه‌ای را شروع کرد. ابتدا از دوره فوق لیسانس رشته گرافیک (کمونیکاسیون ـ ویزوئل) فارغ‌التحصیل شد، پس از آن فوق لیسانس هنرهای تجسمی و بعد دکترای سیکل سوم را در زمینه زیبایی‌شناسی و علوم هنر از دانشگاه سوربن در سال ۱۳۶۰ به اتمام رساند و بلافاصله به ایران مراجعه کرد و به تدریس در دانشکده هنرهای زیبا پرداخت. او استاد بازنشسته هنرهای تجسمی و عضو هیئت علمی دانشگاه تهران، پردیس هنرهای زیبا است.
کتاب «اصول و مبانی هنرهای تجسمی» تألیف، محمد حسین حلیمی، در دوره دوازدهم کتاب سال جمهوری اسلامی ایران از طرف وزارت فرهنگ و ارشاد اسلامی به عنوان «کتاب سال» برگزیده شد و در سال ۱۳۸۲ محمدحسین حلیمی به عنوان یکی از «چهره‌های ماندگار» معرفی گردید.

## ترجمه و تألیف کتاب
- تهیه و تدوین رساله پیرامون زیبائی‌شناسی رنگ (۱۳۴۹)
- تهیه و تدوین رساله تحت عنوان شعر رنگ در معماری اسلامی ایران (۱۳۵۷)
- تهیه و تدوین رساله دکتری تحت عنوان زیبائی‌شناسی خط در معماری (۱۳۵۹)
- ترجمه کتاب رنگ اثر «جوهانز ایتن»، چاپ پانزدهم (۱۳۸۶)
- تألیف کتاب مروری بر شیوه‌های نقاشی، انتشارات امیرکبیر (۱۳۶۶)
- ترجمه کتاب شهر اسلامی، اثر نجم الدین بمات با همکاری خانم منیژه اسلامبولچی، چاپ دوم (۱۳۶۹)
- تألیف کتاب مبانی هنرهای تجسمی (ج یک)، (جایزه بهترین کتاب سال)، چاپ یازدهم (۱۳۸۶)
- تألیف کتاب نگرشی بر شیوه‌های نقاشی، انتشارات احیاء کتاب، چاپ دوم (۱۳۸۶)
- تألیف کتاب زیبائی‌شناسی خط در مسجد جامع اصفهان، (جایزه منتخب کتاب سال)، (۱۳۸۷)
- تألیف کتاب مبانی هنرهای تجسمی (نور و رنگ - (ج دو)، (۱۳۹۵)
- انجام پژوهش‌هایی در زمینه‌های خط و خوشنویسی، طراحی سمبول، مبانی هنرهای تجسمی (نور و رنگ)، الگوهای آموزش هنرهای تجسمی
- زیبایی‌شناسی محراب‌های ایران (در دست تألیف)

## نمایشگاه‌ها
- شرکت در نمایشگاه نقاشی گروهی در محل موزه جدید مرم‌شناسی تهران (۱۳۴۹)
- نمایشگاه‌های انفرادی در گالری سیحون (۱۳۵۰ تا ۱۳۵۲)
- نمایشگاه نقاشی گروهی در گالری سولیوان تهران (۱۳۵۱)
- نمایشگاه گروهی نقاشی در حسینیه ارشاد (۱۳۵۸)
- شرکت در بی‌ینال‌های گرافیک در موزه هنرهای معاصر تهران (۱۳۶۶/۱۳۶۸/۱۳۷۰/۱۳۷۲/۱۳۷۴)
- شرکت در نمایشگاه گروهی سیته دز آرت پاریس (ارائه آثار عکاسی)، (۱۳۷۶)
- نمایشگاه انفرادی در گالری سیته دز آرت پاریس (ارائه آ ثار طراحی آرم / نشان / مدال)، (۱۳۷۷)
- شرکت در نمایشگاه دسته جمعی سیته دز آرت پاریس (ارائه آثار نقاشی)، (۱۳۷۸)
- برگزاری نمایشگاه انفرادی عکس و طراحی حروف در معماری در مرکز فرهنگی صبا (۱۳۹۲)
- طراحی فضایی و اجرای اثر تجسمی مفهومی با عنوان «یا من جعل الظلمات والانوار» در باغ موزه زندان قصر تهران (۱۳۹۳)

## جوایز
- جایزه منتخب مسابقه بهترین آفیش سال پاریس در سال‌های ۱۹۷۵ و ۱۹۷۶
- جایزه اول مسابقه آفیش مسابقات آسیائی المپیک تهران (۱۳۵۳)
- انتخاب بهترین طراح گرافیک به خاطر طرحی روی جلد کتاب در اولین بی‌ینال گرافیک تهران (۱۳۶۰)
- جایزه بورس مطالعاتی سه ماه در فرانسه از سومین بی‌ینال گرافیک تهران (۱۳۶۸)
- جایزه بهترین کتاب سال جمهوری اسلامی ایران برای تألیف کتاب مبانی هنرهای تجسمی (۱۳۷۳)
- برگزیده پنجمین دوره جایزه علمی علامه طباطبایی بنیاد ملی نخبگان (۱۳۹۸)

## افتخارات
- عضو پیوسته فرهنگستان علوم جمهوری اسلامی ایران از ۱۳۷۳
- معرفی به عنوان چهره‌های ماندگار (دوره سوم) در سال ۱۳۸۲

## پیون به بیرون
- لوگوهای طراحی شده توسط محمد حسین حلیمی
- درباره محمدحسین حلیمی
- درباره محمد حسین حلیمی، داور هفتمین سوگواره هنر عاشورایی
- به قلم محمدحسین حلیمی کتاب زیبایی‌شناسی خط در مسجد جامع اصفهان منتشر شد
- گفتگو با محمد حسین حلیمی-گرافیست[پیوند مرده]
- تجلیل از نه هنرمند تجسمی در مؤسسه صبا
- تجلیل از شش استاد رشته هنر در «قلم‌باوران